# Albert Kusnets
Albert Kusnets (n. 25 august 1904, Kambja Rural Municipality⁠(d), Gubernia Livonia, Imperiul Rus – d. 1942, Verkhnyaya Toyma⁠(d), RSFS Rusă, URSS) a fost un luptător ce a reprezentat Estonia, medaliat olimpic. A participat la 2 ediții ale Jocurilor Olimpice (1924, 1928) în care a câștigat o medalie de bronz.